# Reguljär armé

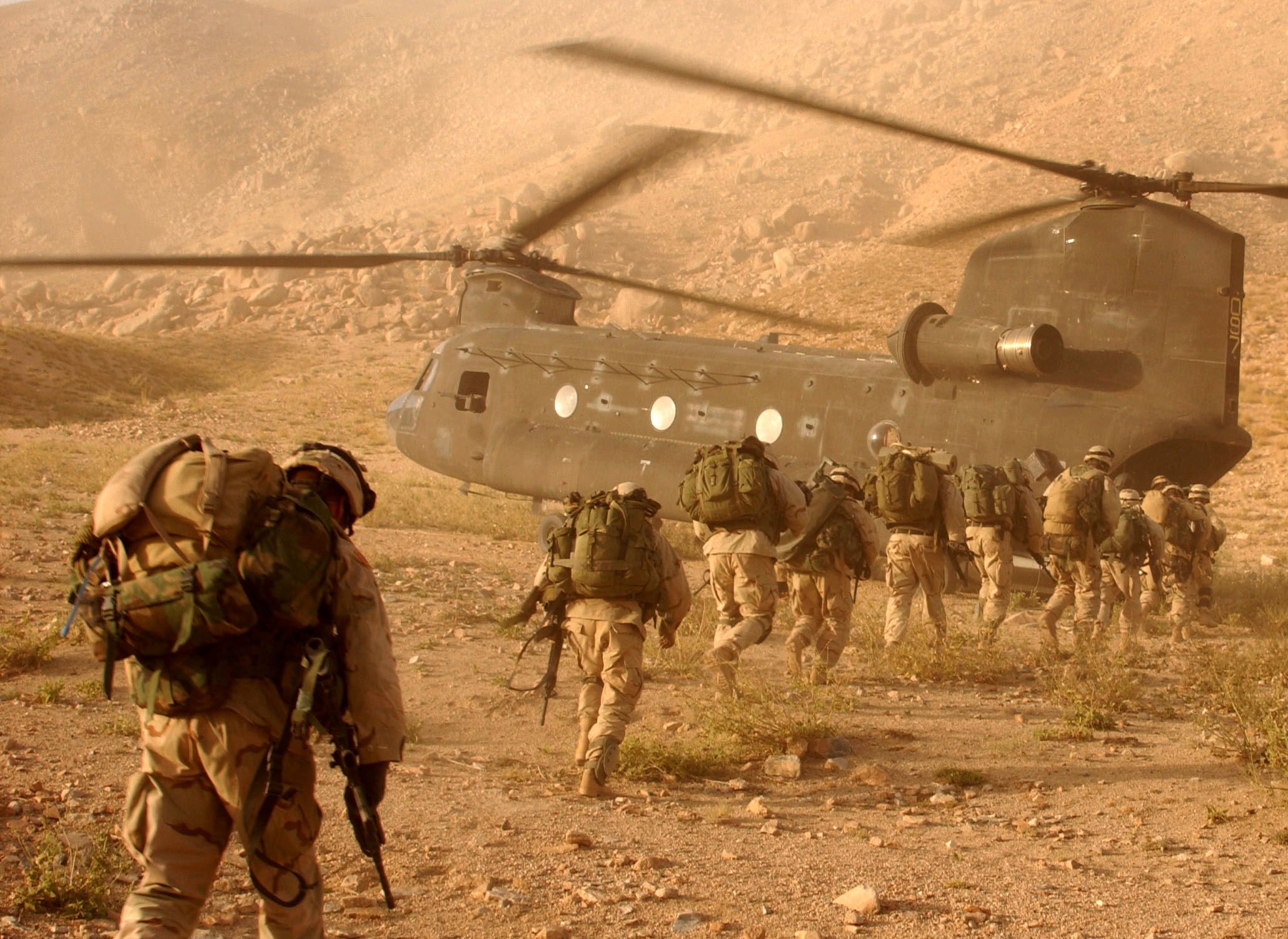
Amerikanska reguljära trupper i Afghanistan.

Reguljär armé är benämningen på armén i en stats ordinarie krigsorganisation. Förband som ingår i en stats försvarsmakt och kontrolleras av staten kallas därför följaktligen reguljära trupper.